# Major League Soccer de 2023
A temporada 2023 da Major League Soccer é a 111ª temporada de futebol sancionada pela FIFA nos Estados Unidos e no Canadá, a 45ª como primeira divisão nacional na América do Norte e a 28ª temporada da Major League Soccer. A temporada regular começará em 25 de fevereiro de 2023 e terminará em 21 de outubro.
St. Louis City SC ingressou na liga como uma franquia de expansão, elevando o número total de clubes para 29. Com isso, o time irá entrar na Conferência Oeste, com o Nashville SC voltando para a Conferência Leste.
O Los Angeles FC é o atual campeão competição e do Supporters' Shield. Philadelphia Union são os atuais campeões da Conferência Leste.

## Regulamento

### Formato da temporada regular
Cada um dos 29 times da competição irá jogar 34 partidas, 17 em casa e 17 como visitante, a frequência dos oponentes e diferente para cada conferência, pois elas possuem uma quantidade de equipes diferentes. Os 15 times da Leste irão jogar duas partidas contra cada um dos outros times da mesma conferência e uma partida contra seis times da Oeste. Os 14 times da Conferência Oeste irão jogar duas partidas contra cada um dos outros times da mesma conferência e uma partida contra seis ou sete times da Conferência Leste.
O mais bem colocado de cada conferência está garantido nas semifinais de conferência da MLS e classificado para a Liga dos Campeões da CONCACAF de 2024. Do 2º aos 7º colocados de cada conferência jogam as quartas de final de conferência da MLS.

### Critérios de desempate
| Os critérios de desempate são, nessa ordem: 1. Pontos 2. Total de vitórias 3. Saldo de gols 4. Gols marcados 5. Menos pontos disciplinários 6. Gols marcador como visitante 7. Gols marcados como mandante 8. Cara ou coroa (2 times) ou sorteio (3 ou mais clubes) | Pontos disciplinários foram decididos como segue: 1. Falta (1 ponto) 2. Aviso da área técnica (2 pontos) 3. Cartão amarelo (3 pontos) 4. Segundo cartão amarelo (7 pontos) 5. Cartão vermelho (7 pontos) 6. Demissão do técnico (7 pontos) 7. Alguma disciplina suplementar (8 pontos) |

## Participantes
| Equipe               | Cidade        | Treinador         | Estádio (Mando)            | Capacidade | Títulos            |
| -------------------- | ------------- | ----------------- | -------------------------- | ---------- | ------------------ |
| Austin FC            | Austin        | Josh Wolff        | Q2 Stadium                 | 20,500     | 0 (Não Possui)     |
| Colorado Rapids      | Commerce City | Robin Fraser      | Dick's Sporting Goods Park | 18.061     | 1 (último em 2010) |
| FC Dallas            | Frisco        | Nico Estévez      | Toyota Stadium             | 20.500     | 0 (Não Possui)     |
| Houston Dynamo       | Houston       | Ben Olsen         | Shell Energy Stadium       | 22.039     | 2 (último em 2007) |
| LA Galaxy            | Los Angeles   | Greg Vanney       | Dignity Health Sports Park | 27.000     | 5 (último em 2014) |
| Los Angeles FC       | Los Angeles   | Steve Cherundolo  | BMO Stadium                | 22.000     | 1 (último em 2022) |
| Minnesota United     | Saint Paul    | Adrian Heath      | Allianz Field              | 19.400     | 0 (Não Possui)     |
| Portland Timbers     | Portland      | Giovanni Savarese | Providence Park            | 25.218     | 1 (último em 2015) |
| Real Salt Lake       | Sandy         | Pablo Mastroeni   | America First Field        | 20.213     | 1 (último em 2009) |
| San José Earthquakes | San José      | Luchi Gonzalez    | PayPal Park                | 18.000     | 2 (último em 2003) |
| Seattle Sounders     | Seattle       | Brian Schmetzer   | Lumen Field                | 39.419     | 2 (último em 2019) |
| St. Louis City SC    | St. Louis     | Bradley Carnell   | Citypark                   | 22.500     | 0 (Não Possui)     |
| Sporting Kansas City | Kansas City   | Peter Vermes      | Children's Mercy Park      | 18.467     | 2 (último em 2013) |
| Vancouver Whitecaps  | Vancouver     | Vanni Sartini     | BC Place                   | 22.120     | 0 (Não Possui)     |

| Equipe                 | Cidade           | Treinador           | Estádio (Mando)         | Capacidade | Títulos            |
| ---------------------- | ---------------- | ------------------- | ----------------------- | ---------- | ------------------ |
| Atlanta United         | Atlanta          | Gonzalo Pineda      | Mercedez-Benz Stadium   | 71.000     | 1 (último em 2018) |
| Charlotte FC           | Charlotte        | Christian Lattanzio | Bank of America Stadium | 73.778     | 0 (Não Possui)     |
| Chicago Fire           | Bridgeview       | Ezra Hendrickson    | Soldier Field           | 61.500     | 1 (último em 1998) |
| Cincinnati             | Cincinnati       | Pat Noonan          | TQL Stadium             | 26.000     | 0 (Não Possui)     |
| Columbus Crew          | Columbus         | Wilfried Nancy      | Lower.com Field         | 20.371     | 2 (último em 2020) |
| D.C. United            | Washington, D.C. | Wayne Rooney        | Audi Field              | 20.000     | 4 (último em 2004) |
| Inter Miami            | Fort Lauderdale  | Gerardo Martino     | DRV PNK Stadium         | 21.000     | 0 (Não Possui)     |
| CF Montréal            | Montreal         | Hernán Losada       | Estádio Saputo          | 20.801     | 0 (Não Possui)     |
| Nashville SC           | Nashville        | Gary Smith          | Geodis Park             | 30.000     | 0 (Não Possui)     |
| New England Revolution | Foxborough       | Bruce Arena         | Gillette Stadium        | 20.000     | 0 (Não Possui)     |
| New York City          | Nova Iorque      | Nick Cushing        | Yankee Stadium          | 30.321     | 1 (último em 2021) |
| New York Red Bulls     | Harrison         | Gerhard Struber     | Red Bull Arena          | 25.000     | 0 (Não Possui)     |
| Orlando City           | Orlando          | Oscar Pareja        | Exploria Stadium        | 25.250     | 0 (Não Possui)     |
| Philadelphia Union     | Filadélfia       | Jim Curtin          | Subaru Park             | 18.500     | 0 (Não Possui)     |
| Toronto FC             | Toronto          | Bob Bradley         | BMO Field               | 30.000     | 1 (último em 2017) |

## Temporada regular

### Classificação das conferências

#### Conferencia Oeste
| Pos | Equipe               | Pts | J  | V  | E  | D  | GP | GC | SG  | Classificação                     |
| --- | -------------------- | --- | -- | -- | -- | -- | -- | -- | --- | --------------------------------- |
| 1   | St. Louis City SC    | 56  | 34 | 17 | 5  | 12 | 62 | 45 | +17 | Classificado para o Primero Round |
| 2   | Seattle Sounders     | 53  | 34 | 14 | 11 | 9  | 41 | 32 | +9  | Classificado para o Primero Round |
| 3   | Los Angeles FC       | 52  | 34 | 14 | 10 | 10 | 54 | 39 | +15 | Classificado para o Primero Round |
| 4   | Houston Dynamo       | 51  | 34 | 14 | 9  | 11 | 51 | 38 | +13 | Classificado para o Primero Round |
| 5   | Real Salt Lake       | 50  | 34 | 14 | 8  | 12 | 48 | 50 | −2  | Classificado para o Primero Round |
| 6   | Vancouver Whitecaps  | 48  | 34 | 12 | 12 | 10 | 55 | 48 | +7  | Classificado para o Primero Round |
| 7   | FC Dallas            | 46  | 34 | 11 | 13 | 10 | 41 | 37 | +4  | Classificado para o Primero Round |
| 8   | Sporting Kansas City | 44  | 34 | 12 | 8  | 14 | 48 | 51 | −3  | Classificado para o Wild Card     |
| 9   | San José Earthquakes | 44  | 34 | 10 | 14 | 10 | 39 | 43 | −4  | Classificado para o Wild Card     |
| 10  | Portland Timbers     | 43  | 34 | 11 | 10 | 13 | 46 | 58 | −12 |                                   |
| 11  | Minnesota United     | 41  | 34 | 10 | 11 | 13 | 46 | 51 | −5  |                                   |
| 12  | Austin FC            | 39  | 34 | 10 | 9  | 15 | 49 | 55 | −6  |                                   |
| 13  | LA Galaxy            | 36  | 34 | 8  | 12 | 14 | 51 | 67 | −16 |                                   |
| 14  | Colorado Rapids      | 27  | 34 | 5  | 12 | 17 | 26 | 54 | −28 |                                   |

#### Conferência Leste
| Pos | Equipe                 | Pts | J  | V  | E  | D  | GP | GC | SG  | Classificação                     |
| --- | ---------------------- | --- | -- | -- | -- | -- | -- | -- | --- | --------------------------------- |
| 1   | Cincinnati             | 69  | 34 | 20 | 9  | 5  | 57 | 39 | +18 | Classificado para o Primero Round |
| 2   | Orlando City           | 63  | 34 | 18 | 9  | 7  | 55 | 39 | +16 | Classificado para o Primero Round |
| 3   | Columbus Crew          | 57  | 34 | 16 | 9  | 9  | 67 | 46 | +21 | Classificado para o Primero Round |
| 4   | Philadelphia Union     | 55  | 34 | 15 | 10 | 9  | 57 | 41 | +16 | Classificado para o Primero Round |
| 5   | New England Revolution | 55  | 34 | 15 | 10 | 9  | 58 | 46 | +12 | Classificado para o Primero Round |
| 6   | Atlanta United         | 51  | 34 | 13 | 12 | 9  | 66 | 53 | +13 | Classificado para o Primero Round |
| 7   | Nashville SC           | 49  | 34 | 13 | 10 | 11 | 39 | 32 | +7  | Classificado para o Primero Round |
| 8   | New York Red Bulls     | 43  | 34 | 11 | 10 | 13 | 36 | 39 | −3  | Classificado para o Wild Card     |
| 9   | Charlotte FC           | 43  | 34 | 10 | 13 | 11 | 45 | 52 | −7  | Classificado para o Wild Card     |
| 10  | CF Montréal            | 41  | 34 | 12 | 5  | 17 | 36 | 52 | −16 |                                   |
| 11  | New York City          | 41  | 34 | 9  | 14 | 11 | 35 | 39 | −4  |                                   |
| 12  | D.C. United            | 40  | 34 | 10 | 10 | 14 | 45 | 49 | −4  |                                   |
| 13  | Chicago Fire           | 40  | 34 | 10 | 10 | 14 | 39 | 51 | −12 |                                   |
| 14  | Inter Miami            | 34  | 34 | 9  | 7  | 18 | 41 | 54 | −13 |                                   |
| 15  | Toronto FC             | 22  | 34 | 4  | 10 | 20 | 26 | 59 | −33 |                                   |

### Tabela geral
O time com a maior pontuação ao final da temporada ganhará o Supporters' Shield.
| Pos | Equipe                     | Pts | J  | V  | E  | D  | GP | GC | SG  | Classificação                                                               |
| --- | -------------------------- | --- | -- | -- | -- | -- | -- | -- | --- | --------------------------------------------------------------------------- |
| 1   | Cincinnati (Z, T)          | 69  | 34 | 20 | 9  | 5  | 57 | 39 | +18 | Qualificado para a Primeira Rodada da Liga dos Campeões da CONCACAF de 2024 |
| 2   | Orlando City (T)           | 63  | 34 | 18 | 9  | 7  | 55 | 39 | +16 | Qualificado para a Primeira Rodada da Liga dos Campeões da CONCACAF de 2024 |
| 3   | Columbus Crew (T)          | 57  | 34 | 16 | 9  | 9  | 67 | 46 | +21 | Qualificado para a Primeira Rodada da Liga dos Campeões da CONCACAF de 2024 |
| 4   | St. Louis City SC (T)      | 56  | 34 | 17 | 5  | 12 | 62 | 45 | +17 | Qualificado para a Primeira Rodada da Liga dos Campeões da CONCACAF de 2024 |
| 5   | Philadelphia Union (T)     | 55  | 34 | 15 | 10 | 9  | 57 | 41 | +16 | Qualificado para a Primeira Rodada da Liga dos Campeões da CONCACAF de 2024 |
| 6   | New England Revolution     | 55  | 34 | 15 | 10 | 9  | 58 | 46 | +12 |                                                                             |
| 7   | Seattle Sounders           | 53  | 34 | 14 | 11 | 9  | 41 | 32 | +9  |                                                                             |
| 8   | Los Angeles FC             | 52  | 34 | 14 | 10 | 10 | 54 | 39 | +15 |                                                                             |
| 9   | Houston Dynamo (Y, T)      | 51  | 34 | 14 | 9  | 11 | 51 | 38 | +13 | Qualificado para a Primeira Rodada da Liga dos Campeões da CONCACAF de 2024 |
| 10  | Atlanta United             | 51  | 34 | 13 | 12 | 9  | 66 | 53 | +13 |                                                                             |
| 11  | Real Salt Lake             | 50  | 34 | 14 | 8  | 12 | 48 | 50 | −2  |                                                                             |
| 12  | Nashville SC (T)           | 49  | 34 | 13 | 10 | 11 | 39 | 32 | +7  | Qualificado para a Primeira Rodada da Liga dos Campeões da CONCACAF de 2024 |
| 13  | Vancouver Whitecaps (X, T) | 48  | 34 | 12 | 12 | 10 | 55 | 48 | +7  | Qualificado para a Primeira Rodada da Liga dos Campeões da CONCACAF de 2024 |
| 14  | FC Dallas                  | 46  | 34 | 11 | 13 | 10 | 41 | 37 | +4  |                                                                             |
| 15  | Sporting Kansas City       | 44  | 34 | 12 | 8  | 14 | 48 | 51 | −3  |                                                                             |
| 16  | San José Earthquakes       | 44  | 34 | 10 | 14 | 10 | 39 | 43 | −4  |                                                                             |
| 17  | New York Red Bulls         | 43  | 34 | 11 | 10 | 13 | 36 | 39 | −3  |                                                                             |
| 18  | Portland Timbers           | 43  | 34 | 11 | 10 | 13 | 46 | 58 | −12 |                                                                             |
| 19  | Charlotte FC               | 43  | 34 | 10 | 13 | 11 | 45 | 52 | −7  |                                                                             |
| 20  | CF Montréal                | 41  | 34 | 12 | 5  | 17 | 36 | 52 | −16 |                                                                             |
| 21  | Minnesota United           | 41  | 34 | 10 | 11 | 13 | 46 | 51 | −5  |                                                                             |
| 22  | New York City              | 41  | 34 | 9  | 14 | 11 | 35 | 39 | −4  |                                                                             |
| 23  | D.C. United                | 40  | 34 | 10 | 10 | 14 | 45 | 49 | −4  |                                                                             |
| 24  | Chicago Fire               | 40  | 34 | 10 | 10 | 14 | 39 | 51 | −12 |                                                                             |
| 25  | Austin FC                  | 39  | 34 | 10 | 9  | 15 | 49 | 55 | −6  |                                                                             |
| 26  | LA Galaxy                  | 36  | 34 | 8  | 12 | 14 | 51 | 67 | −16 |                                                                             |
| 27  | Inter Miami (Q)            | 34  | 34 | 9  | 7  | 18 | 41 | 54 | −13 | Qualificado para os 16 avos finais da Liga dos Campeões da CONCACAF de 2024 |
| 28  | Toronto FC                 | 22  | 34 | 4  | 10 | 20 | 26 | 59 | −33 |                                                                             |
| 29  | Colorado Rapids            | 27  | 34 | 5  | 12 | 17 | 26 | 54 | −28 |                                                                             |

1. ↑  Como campeões da MLS Supporters' Shield de 2023
2. ↑  Como clube com melhor classificação na MLS Supporters' Shield de 2023 ainda não qualificado
3. ↑  Como o segundo clube com melhor classificação na MLS Supporters' Shield de 2023 ainda não se classificou
4. ↑  Como campeão da temporada regular da conferência de 2023
5. ↑  Terceiro lugar da  Copa das Ligas de 2023
6. ↑  Campeão da Lamar Hunt U.S. Open Cup de 2023
7. ↑  Vice-campeão da Copa das Ligas de 2023
8. ↑  Campeão do Campeonato Canadense de 2023
9. ↑  Campeão da Copa das Ligas de 2023

### Desempenho por rodada
Clubes que lideraram ao final de cada rodada:
| 1   | 2   | 3   | 4   | 5   | 6   | 7   | 8   | 9   | 10  | 11  | 12  | 13  | 14  | 15  | 16  | 17  | 18  | 19  | 20  | 21  | 22  | 23  | 24  | 25  | 26  | 27  | 28  | 29  | 30  | 31  | 32  | 33  | 34  |     |     |
| SEA | SEA | STL | STL | STL | STL | CIN | STL | NEW | NEW | NEW | NEW | CIN | CIN | CIN | CIN | CIN | CIN | CIN | CIN | CIN | CIN | CIN | CIN | CIN | CIN | CIN | CIN | CIN | CIN | CIN | CIN | CIN | CIN | CIN | CIN |

## Eliminatórias

### Wild Card
Em itálico, as equipes que possuíam o mando de campo no primeiro jogo confronto e em negrito as equipes classificadas.
| Equipe 1             | Resultado   | Equipe 2             |
| -------------------- | ----------- | -------------------- |
| New York Red Bulls   | 5–2         | Charlotte FC         |
| Sporting Kansas City | 0–0 (4–2 p) | San José Earthquakes |

### Play-offs

#### Primeira rodada
| Equipe 1           | Total | Equipe 2               | 1.º jogo | 2.º jogo     |
| ------------------ | ----- | ---------------------- | -------- | ------------ |
| St. Louis City SC  | 0–2   | Sporting Kansas City   | 0–2      | 1–2          |
| Houston Dynamo     | 1–1   | Real Salt Lake         | 2–1      | 1–1 (4–5 (p) |
| Los Angeles FC     | 2–0   | Vancouver Whitecaps    | 5–2      | 1–0          |
| Seattle Sounders   | 1–1   | Dallas                 | 2–0      | 1–3          |
| Cincinnati         | 2–0   | New York Red Bulls     | 3–0      | 1–1 (8–7 p)  |
| Philadelphia Union | 2–0   | New England Revolution | 3–0      | 1–0          |
| Columbus Crew      | 1–1   | Atlanta United         | 2–0      | 2–4          |
| Orlando City       | 2–0   | Nashville SC           | 1–0      | 1–0          |

Terceiro Jogo
| Equipe 1         | Resultado   | Equipe 2       |
| ---------------- | ----------- | -------------- |
| Seattle Sounders | 1–0         | Dallas         |
| Houston Dynamo   | 1–1 (4–3 p) | Real Salt Lake |
| Columbus Crew    | 4–2         | Atlanta United |

### Esquema
|  | Semifinais da Conferência | Semifinais da Conferência | Semifinais da Conferência |                |                | Finais da Conferência | Finais da Conferência | Finais da Conferência |  |  | MLS Cup | MLS Cup       | MLS Cup |
|  |                           |                           |                           |                |                |                       |                       |                       |  |  |         |               |         |
|  |                           | Cincinnati                | 1                         |                |                |                       |                       |                       |  |  |         |               |         |
|  |                           | Philadelphia Union        | 0                         |                |                |                       |                       |                       |  |  |         |               |         |
|  |                           | Philadelphia Union        | 0                         |                | Cincinnati     | 2                     |                       |                       |  |  |         |               |         |
|  | Conferência Leste         |                           |                           |                | Cincinnati     | 2                     |                       |                       |  |  |         |               |         |
|  |                           |                           | Columbus Crew             | 3              |                |                       |                       |                       |  |  |         |               |         |
|  |                           | Columbus Crew             | Columbus Crew             | 3              | 2              |                       |                       |                       |  |  |         |               |         |
|  |                           | Columbus Crew             |                           |                | 2              |                       |                       |                       |  |  |         |               |         |
|  |                           | Orlando City              | 0                         |                |                |                       |                       |                       |  |  |         |               |         |
|  |                           |                           |                           |                |                |                       |                       |                       |  |  |         | Columbus Crew | 2       |
|  |                           |                           |                           | Los Angeles FC | 1              |                       |                       |                       |  |  |         |               |         |
|  |                           | Sporting Kansas City      | 0                         |                |                |                       |                       |                       |  |  |         |               |         |
|  |                           | Houston Dynamo            | 1                         |                |                |                       |                       |                       |  |  |         |               |         |
|  |                           | Houston Dynamo            | 1                         |                | Houston Dynamo | 0                     |                       |                       |  |  |         |               |         |
|  | Conferência Oeste         |                           |                           |                | Houston Dynamo | 0                     |                       |                       |  |  |         |               |         |
|  |                           |                           | Los Angeles FC            | 2              |                |                       |                       |                       |  |  |         |               |         |
|  |                           | Los Angeles FC            | Los Angeles FC            | 2              | 1              |                       |                       |                       |  |  |         |               |         |
|  |                           | Los Angeles FC            |                           |                | 1              |                       |                       |                       |  |  |         |               |         |
|  |                           | Seattle Sounders          | 0                         |                |                |                       |                       |                       |  |  |         |               |         |

## Premiação
| Major League Soccer de 2023 MLS Cup |
| ----------------------------------- |
| Columbus Crew Campeão (3º título)   |